# TV Verdes Mares Cariri
TV Verdes Mares Cariri é uma emissora de televisão brasileira sediada em Juazeiro do Norte, cidade do estado do Ceará. Opera no canal 9 (33 UHF digital) e é afiliada à TV Globo. Pertencente ao Sistema Verdes Mares, foi inaugurada em 2009 para cobrir e gerar conteúdo à região sul cearense, que antes recebia o sinal da TV Verdes Mares, da capital Fortaleza, sendo sua sucursal. Seus estúdios localizam-se no bairro São José e sua antena de transmissão está no bairro do Horto.

## História
Antes da criação da TV Verdes Mares Cariri, o sinal da emissora de Fortaleza era retransmitido para todo o estado do Ceará, sendo que em Juazeiro do Norte operava inicialmente no canal 4 VHF. Em 2002, dando início ao projeto para inaugurar a sucursal na cidade, o Sistema Verdes Mares realizou uma troca de canais: o 4 VHF foi passado para a TV Diário e a TV Verdes Mares foi deslocada para o 9 VHF, até então repetidor da Rede Vida — para não deixá-la sem transmissão, o Sistema Verdes Mares intermediou a solicitação de uma nova outorga, no canal 15 UHF.
A TV Verdes Mares Cariri foi inaugurada em 1.º de outubro de 2009, sendo a 122.ª afiliada da TV Globo e a segunda no Ceará. No dia 28 do mesmo mês, foi realizada uma solenidade em comemoração à chegada da emissora no Parque de Eventos Padre Cícero, onde estiveram presentes figuras públicas locais, entre elas prefeitos de algumas cidades da região e o então vice-governador do estado Francisco Pinheiro. Na sede da emissora, localizada na Avenida Padre Cícero, em Juazeiro do Norte, apresentaram-se ao público o bispo da Diocese de Crato dom Fernando Panico, que realizou uma missa, o padre Marcelo Rossi e o cantor Waldonys.

## Sinal digital
| Canal virtual | Canal digital | Proporção de tela | Programação                    |
| ------------- | ------------- | ----------------- | ------------------------------ |
| 9.1           | 33 UHF        | 1080i             | TV Verdes Mares Cariri / Globo |

A TV Verdes Mares Cariri recebeu a consignação para transmitir em sinal digital pelo canal físico 33 UHF em 28 de agosto de 2012, lançando-o em 5 de junho de 2014 e tornando-se a primeira emissora de Juazeiro do Norte a operar pelo sistema. A solenidade de inauguração do sinal digital contou com a presença do superintendente da Nacional Gás Edson Queiroz Neto, do governador do estado Cid Gomes e de outras figuras públicas da região.

### Transição para o sinal digital
Com base no decreto federal de transição das emissoras de TV brasileiras do sinal analógico para o digital, a TV Verdes Mares Cariri, bem como as outras emissoras de Juazeiro do Norte, cessou suas transmissões pelo canal 9 VHF em 31 de outubro de 2018, seguindo o cronograma oficial da ANATEL.

## Programas
Além de retransmitir as programações nacional da TV Globo e estadual da TV Verdes Mares, a emissora produz e exibe o telejornal CETV 1.ª edição, apresentado por Lorena Tavares.

### Jornalismo
A primeira produção da TV Verdes Mares Cariri foi o CETV 1.ª edição, apresentado por Paulo Ernesto. O telejornal inicialmente era exibido como um bloco local com 15 minutos de duração junto à edição realizada em Fortaleza, sendo ampliado posteriormente para cerca de 40 minutos inteiramente voltados a notícias da região. Em 2 de outubro de 2017, estreou o CETV 2.ª edição local, que Ernesto passou a comandar, enquanto Fabiano Rodrigues e Biana Alencar tornaram-se apresentadores da primeira edição. Em janeiro de 2022, devido a mudanças e reposições promovidas no jornalismo dos veículos do Sistema Verdes Mares, os telejornais da emissora foram retirados do ar. O CETV 1.ª edição retornou em 7 de março do mesmo ano com apresentação de Lorena Tavares, com o último bloco ancorado ao vivo de Fortaleza. No mês de março de 2023, o telejornal vespertino sai do ar, mais uma vez sem as devidas explicações aos telespectadores que voltaram a assistir o telejornal de Fortaleza, apresentado por Leal Mota Filho e Marcella de Lima. O estúdio passava por reformas e, em 12 de agosto de 2024, a emissora estreia um novo cenário e o telejornal volta a ser inteiramente gerado em Juazeiro do Norte.

### Entretenimento
No campo do entretenimento, a emissora estreou em 10 de outubro de 2015 o programa Pelo Cariri, com apresentação de Rodrigo Vargas, voltado à cultura do Cariri e interior do estado. A atração foi exibida até 8 de julho de 2017.

## Retransmissoras
| Cidade            | Analógico | Digital | Cidade               | Analógico | Digital | Cidade                    | Analógico | Digital |
| ----------------- | --------- | ------- | -------------------- | --------- | ------- | ------------------------- | --------- | ------- |
| Abaiara           | -         | 34      | Acopiara             | 48        | 33*     | Alcântaras                | -         | 33      |
| Ararendá          | 12        | -       | Aurora               | 09        | 34*     | Barro                     | 09        | 25      |
| Brejo Santo       | 14/24     | 34      | Campos Sales         | 22        | 30*     | Cruz de Pedras (Iguatu)   | -         | 18 (34) |
| Crateús           | -         | 10 (32) | Cedro                | 10        | -       | Deputado Irapuan Pinheiro | 25        | -       |
| Icó               | -         | 09 (33) | Iguatu               | -         | 09 (32) | Jaguaribe                 | 13        | 32*     |
| Jati              | 02        | 25      | Lavras da Mangabeira | 13        | -       | Milagres                  | 10        | 30*     |
| Milhã             | 30        | -       | Pedra Branca         | 13        | -       | Poranga                   | 06        | -       |
| Porteiras         | 11        | 32      | Salitre              | 09        | -       | Santa Quitéria            | 07        | 33*     |
| Santana do Cariri | -         | 34      | Senador Pompeu       | 14        | -       | Tauá                      | 07        | 34*     |
| Várzea Alegre     | 46        | -       |                      |           |         |                           |           |         |

* - Em implantação